# Cystathionine
Cystathionine is een intermediair in de synthese van cysteïne. De stof ontstaat uit homocysteïne en serine onder invloed van cystathionine-β-synthetase. Onder invloed van cystathionine-γ-lyase wordt cystathionine gesplitst in cysteïne en α-ketobutyraat.
Als door genetische of metabole oorzaken verstoring van het cystathionine-metabolisme optreedt, wordt het teveel via de urine uitgescheiden. Deze toestand wordt klinisch aangeduid met cystathioninuria.

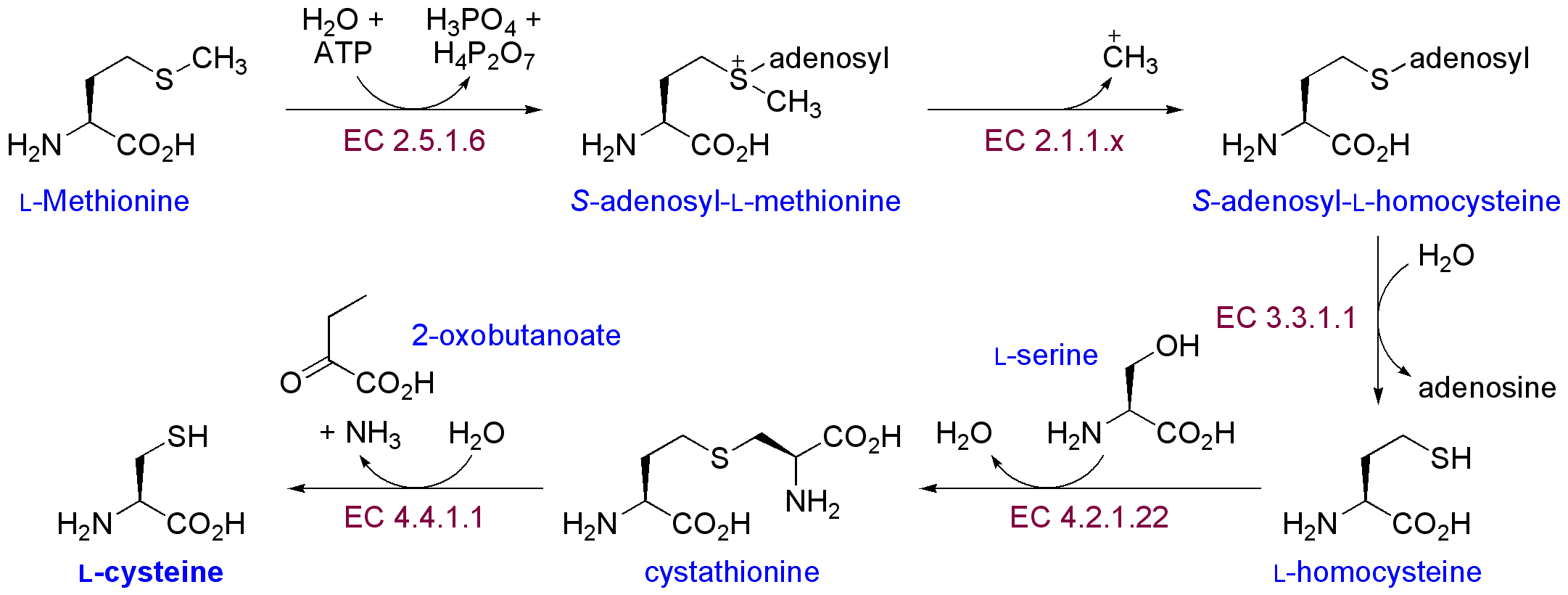
Cystathionine (midden onder) in het cysteïne metabolisme. Cystathionine-β-synthase (EC 4.2.1.22) katalyseert de synthese van cystathionine. De ontleding daarvan wordt gekatalyseerd door cystathionine-γ-lyase (EC 4.4.1.1).